# Rocca Pietore
Rocca Piétore (La Ròcia in ladino, in tedesco Rukepraun) è un comune italiano di 1 125 abitanti della provincia di Belluno in Veneto.
Dal 2016 fa parte dei Borghi più Belli d'Italia con la frazione di Sottoguda.
Dal 2018 l'intero territorio comunale è stato riconosciuto bandiera arancione dal Touring Club Italiano.

## Geografia fisica
Il comune è situato nell'alta provincia di Belluno e nel cuore delle Dolomiti.
Il suo territorio centrale corrisponde al bacino del torrente Pettorina, principale corso d'acqua della valle omonima e affluente del Cordevole.
Confina ad ovest con la provincia di Trento (comuni di Soraga di Fassa, San Giovanni di Fassa e Canazei), a nord con il comune di Livinallongo del Col di Lana, a est con Colle Santa Lucia e Alleghe, a sud con San Tomaso Agordino, Vallada Agordina, Canale d'Agordo e Falcade.
Ha una superficie di circa 75 km² che da Punta Serauta si estende fino a comprendere tutta la val Pettorina, la frazione di Laste fin quasi a Pieve di Livinallongo, la frazione di Calloneghe con Santa Maria delle Grazie e il lago di Alleghe, la cui destra orografica appartiene a Rocca.

## Origini del nome
Il comune si è denominato semplicemente Rocca fino al Regio Decreto 20 aprile 1867, n. 3672, quando è diventato Rocca di Agordo. Ha assunto la denominazione attuale con il R.D. 6 dicembre 1877, n. 4176.
La località trae evidentemente nome dal fortilizio che qui sorgeva nel basso medioevo. Per quanto riguarda la specifica Pietore, benché ufficializzata solo in tempi recenti, essa era già largamente usata in passato: «Pecture» (1148), «de Savinerio Roche pectoris» (1363), «de la rocha de pectore» (1441), «della Rocca de Piettore» (1630). Essa deriva sicuramente dal latino pectus "petto" (attraverso il caso obliquo pectŏre), in riferimento a qualche caratteristica geografica oggi non più identificabile (cfr. il termine mammellone).

## Storia
La popolazione originaria della Val Pettorina e di Laste giunse dalle Valli dell’Adige e dell’Isarco al pari delle genti delle valli di Badia, Gardena, Fassa e Livinallongo. Anticamente il territorio di Rocca Pietore era un’arimannia longobarda. Le arimannie erano insediamenti di tipo militare posti a difesa di un dato territorio e facenti capo ad una fortificazione. In questo caso l’antica Rocca Bruna (Rukepraun in tedesco).
Il territorio controllato da Rocca Bruna intorno all’anno 1000 era molto più ampio degli attuali confini comunali, comprendendo anche l’alta val di Fassa, il Livinallongo e forse parte dell’alta Val Badia, tutti territori dell’antica regione del Norico. Da questa data e fino al 1400 circa, Rocca Pietore dipese dal principato vescovile di Bressanone ed ecclesiasticamente dalla diocesi di Bressanone. In seguito ad una serie di vicende politiche, nel 1395 il territorio passò sotto il controllo della città di Belluno, riuscendo però a mantenere una forte autonomia, formalizzata nel 1417 con gli Statuti della Magnifica Comunità della Rocca. 
Gli Statuti le permisero di assurgere a piccola repubblica che visse per 411 anni in uno stato di forte autonomia amministrativa. Al tempo esisteva persino un tribunale situato a Saviner, chiamato “el Banch de la Reson”, formato da capifamiglia eletti democraticamente. Esso aveva facoltà di giudicare l’imputato sino alla pena capitale ed era competente perfino su reati compiuti da rocchesani fuori del loro territorio. Belluno manteneva i rapporti con Rocca tramite un Capitano che di norma si presentava in paese tre volte all’anno per controllare che tutto funzionasse. Fra le prerogative della Giurisdizione della Rocca si possono ricordare l’esenzione da molte tasse e quella dal servizio militare, nonché la possibilità di svolgere interscambi commerciali anche con la confinante contea del Tirolo. Ad esempio, il sale, di vitale importanza, veniva acquistato direttamente a Salisburgo, scavalcando Belluno.
Questo status durò fino al 1806 quando l'arrivo di Napoleone Bonaparte mise fine a questo straordinario periodo storico. Da allora il destino del territorio della Rocca rimase legato al Veneto, compreso il periodo della dominazione asburgica sul Lombardo Veneto (1813-1866). La frazione di Calloneghe anticamente faceva parte delle regole agordine, sottoposte al capitaniato di Agordo. Dal 1866 in poi divenne a tutti gli effetti parte integrante del Comune di Rocca Pietore.

### Simboli
Lo stemma e il gonfalone sono stati concessi con decreto del presidente della Repubblica del 29 gennaio 2003.
Il gonfalone è un drappo di bianco con la bordatura di verde.

## Monumenti e luoghi d'interesse
Il territorio, caratterizzato da un paesaggio tipicamente dolomitico, offre itinerari escursionistici di notevole interesse naturalistico e ambientale: le valli di Ombretta e Franzedaz, la Busa, la selvaggia Valbona, Mont da Laste, il Sass Bianch, solo per citarne alcuni. Di particolare interesse sono i Serrai di Sottoguda, profonda gola nei pressi della Marmolada. Altre zone di valore naturalistico sono i monoliti di Sass de Ròcia, de la Murèda e de la Gujela, sopra la frazione di Ronch, dove vi sono diversi percorsi escursionistici e vi si pratica il free climbing. Da ricordare anche il particolare ecosistema lacustre e ripariale della sponda destra orografica del Lago di Alleghe.

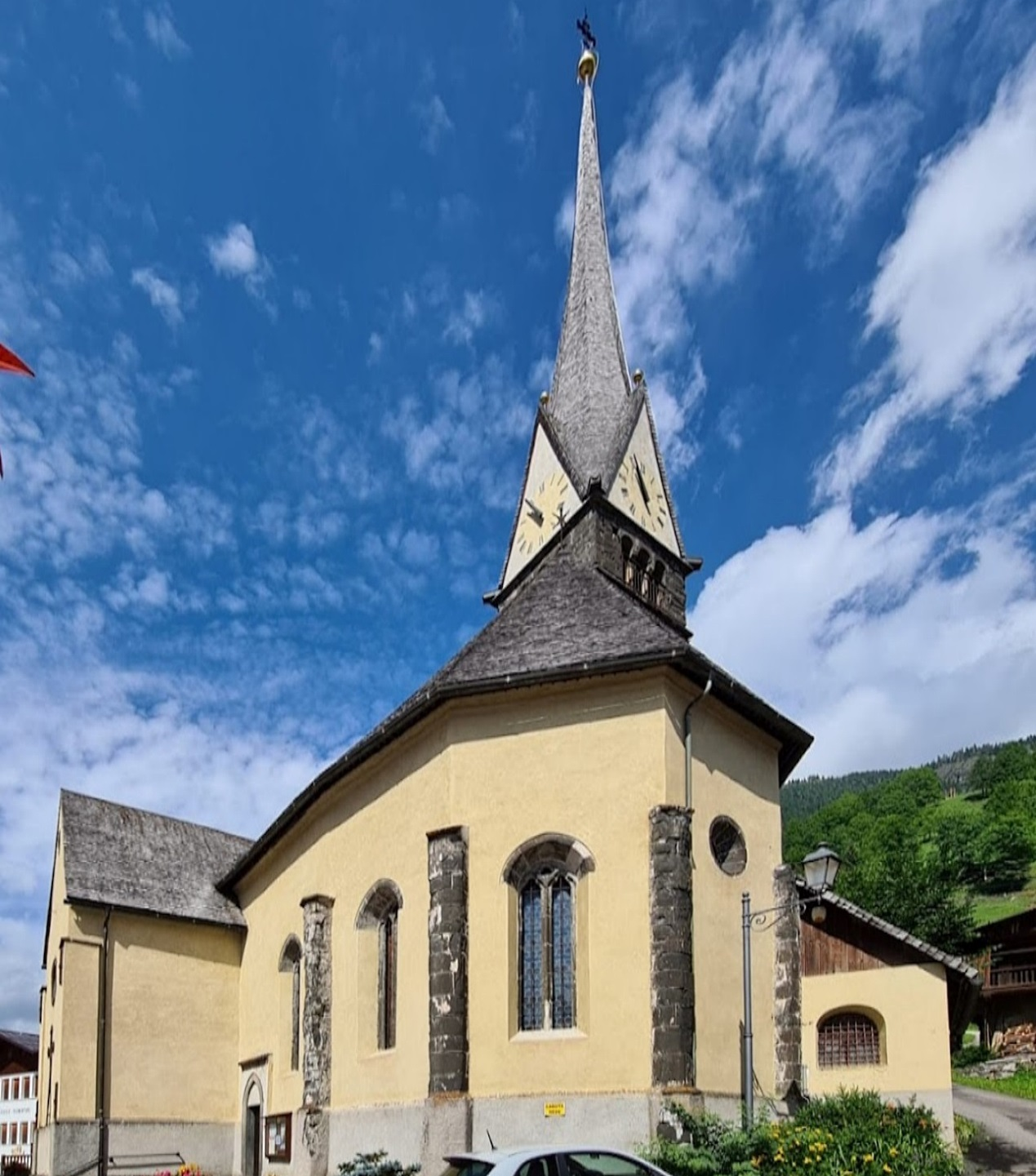
L'abside e il campanile della chiesa di Santa Maria Maddalena

Dal punto di vista storico-architettonico, degna di nota la chiesa di Santa Maria Maddalena a Rocca Pietore (XV secolo) in stile gotico alpino, al cui interno si trovano numerose opere tra cui: l’altare scolpito, tipo flügelaltar del XVI secolo, opera di Ruprecht Potsch di Bressanone, nonché il tabernacolo ligneo (XVI secolo) del fassano Jori e varie pitture murali fra le quali una del Frigimelica. La chiesa è monumento nazionale.
Da visitare anche la chiesa parrocchiale di Laste dell'800, il Santuario di S. Maria delle Grazie di recente costruzione (anni '50 del '900, posto nella medesima piazzetta dove si trova la più antica chiesa del '700), la chiesetta gotica di Sottoguda del '400, la cappella intitolata a Sant'Antonio nei Serrai e varie cappelle sparse per tutto il territorio, nonché i numerosi edifici rurali, compresi i tipici fienili lignei, testimonianza della sapienza architettonica sviluppata nei secoli e fin qui tramandata.

### Sottoguda e i Serrai
Risalendo la Val Pettorina, Sottoguda è l’ultimo borgo prima di Malga Ciapéla e della Marmolada.
Antico villaggio le cui testimonianze scritte risalgono al 1260, si caratterizza per i numerosi tabièi, fienili in legno diffusi nell’area dolomitica di cultura ladina, usati dai contadini per il deposito del fieno e il ricovero del bestiame e degli attrezzi agricoli. L’agricoltura è stata per secoli la principale fonte di sostentamento della piccola comunità. Ad oggi continua a vivere anche la tradizionale lavorazione artistica del ferro battuto grazie ad alcuni artigiani che hanno i loro laboratori e negozi lungo la strada che collega il borgo di Palue con quello di Sottoguda.
L’edificio più antico di Sottoguda, l’unico risparmiato dall’incendio del 1881, è la chiesetta dedicata ai santi Fabiano, Sebastiano e Rocco, consacrata nel 1486 quando doveva servire una comunità costituita da una decina di abitazioni. Il campanile è del 1550 e l’altare del 1616.
Subito dopo le ultime case inizia la gola dei Serrai di Sottoguda, un profondo canyon di circa due chilometri, oggi Parco di interesse regionale, che arriva fino alla conca di Malga Ciapéla, ai piedi della Marmolada. Il percorso si snoda fra alte rocce strapiombanti e interseca il corso del torrente Pettorina. 
Un tempo lungo i Serrai transitavano le mandrie di mucche e le greggi di capre dirette ai pascoli di alta montagna, e i carichi di legname e fieno condotti a valle dai boschi e dalle zone di sfalcio.
In inverno, quando le cascate gelando ricoprono le pareti rocciose di uno spesso strato di ghiaccio, la gola diventa una palestra di arrampicata su ghiaccio tra le più apprezzate d’Europa.
Dal dicembre del 2016 Sottoguda è entrata a far parte de I borghi più belli d'Italia.

## Società

### Lingua ladina
Il Comune appartiene all’area ladina dolomitica e la sua popolazione locale, oltre che in lingua italiana, si esprime in lingua ladina.

### Evoluzione demografica
Abitanti censiti

## Geografia antropica

### Frazioni
Secondo lo statuto, il comune riconosce come tali solo tre frazioni (capoluogo incluso), ma si precisa che ciascuna di esse è costituita da più abitati distinti (tra parentesi il nome in ladino): 
- Rocca Pietore (La Ròcia, sede comunale): Malga Ciapéla, Sottoguda (Stagùda), Piàn, Palue (Le Palue), Bosco Verde, Col di Rocca (Còl de Ròcia), Rocca (La Ròcia, sede comunale), Troi, Molin, Congiuo, Pezzè (Pezei), Sorarù;
- Laste: Savinèr di Laste (Savinèi), Sopracordevole (Soracordól), Digonera, Laste di Sotto (Laste de Sot), Laste di Sopra (Laste de Sora), Soppera (Sopièra), Dagai (Daghèi), Val, Davare, Col di Laste (Còl de Laste), Moè (Muiéi), le Còste, Laiel, Ronch;
- Callòneghe: Santa Maria delle Grazie (Sdernade), Saviner di Callòneghe (Saviner de Caloneghe), Caracoi Cimai (Caracogn Zimai), Caracoi Agoin (Caracogn Agoin), Bramezza (Bermeza), Masaré, Col Badiot, Riete.

## Economia
L'economia prevalente del territorio è sicuramente quella turistica. Numerose sono le strutture ricettive e le attività turistiche presenti, con impianti di risalita, sia invernali che estivi della zona Marmolada-Passo Padon. L'area sciistica di Malga Ciapéla/Marmolada è collegata al famoso Sellaronda-Giro dei 4 Passi proprio attraverso gli impianti che salgono al Passo Padon per poi permettere agli sciatori la discesa verso Arabba e quindi il naturale collegamento con le Valli di Fassa, Gardena e Badia.
A Sottoguda è ancora presente qualche attività legata alla lavorazione artistica del ferro battuto, erede di una tradizione ormai secolare che affonda le proprie radici nell'antica lavorazione del ferro estratto dalle miniere della zona del Fursìl che a Rocca Pietore vide fiorente la produzione di armi quali spade, lance e pugnali.

### Turismo
La località Malga Ciapela è la stazione di partenza della funivia della Marmolada, che giunge sino alla Punta Rocca (3265 m), di fronte a Punta Penia, la cima più alta delle Dolomiti. Proprio la Marmolada ha fatto sì che Rocca Pietore sia diventata una rinomata località turistica.
Da qualche anno la Marmolada è stata riconosciuta come Patrimonio mondiale dell'Umanità dall'UNESCO.
Sulla Marmolada a 3 000 metri di altitudine da segnalare il Museo della Grande Guerra che risulta in generale come il Museo più alto d'Europa.
Dal 2016 fa parte dei Borghi più Belli d'Italia con la frazione di Sottoguda.
Dal 2018 l'intero territorio comunale è stato riconosciuto bandiera arancione dal Touring Club Italiano.

## Amministrazione
| Periodo       | Periodo   | Primo cittadino | Partito      | Carica  | Note |
| ------------- | --------- | --------------- | ------------ | ------- | ---- |
| 9 giugno 2024 | in carica | Valerio Davare  | lista civica | sindaco |      |

## Galleria d'immagini

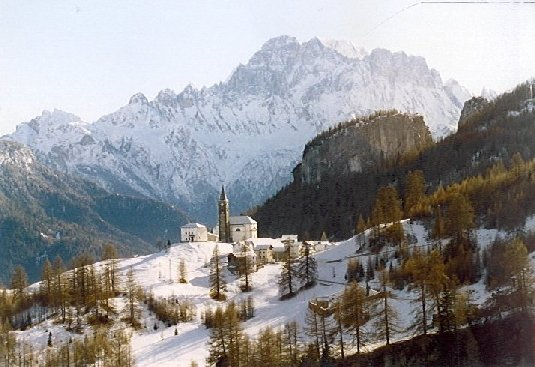
Parete nord del Monte Civetta da Moè.
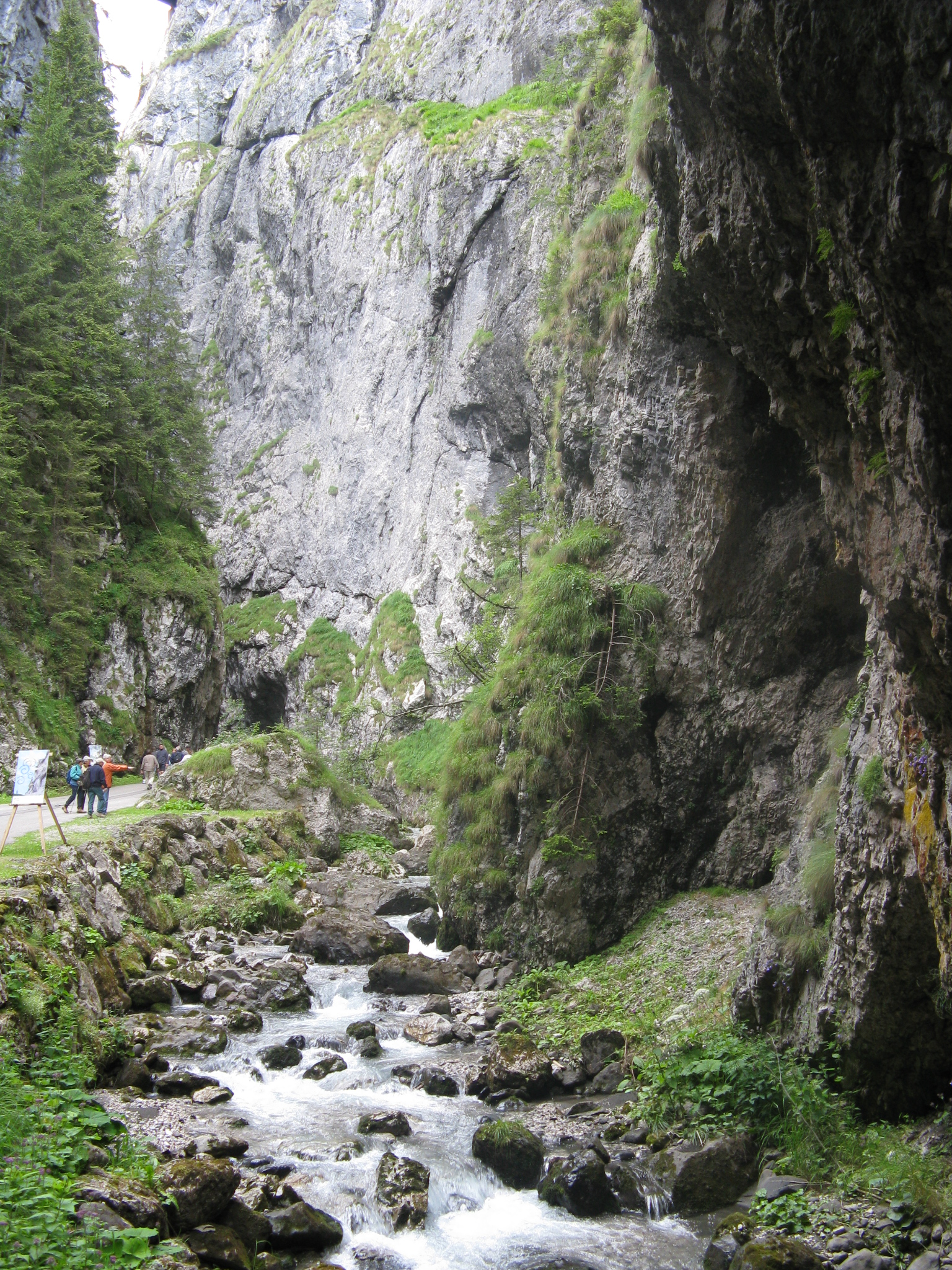
Una gola dei Serrai.